# Jan Jung
Jan Jung (født 8. april 1955) er en dansk manuskriptforfatter og filminstruktør.
Udover Danmark, har Jan boet og instrueret film i Japan, Rusland, Sydafrika, Svejts, og England. Han bor delvist i Frankrig og i Sydengland.

## Filmografi
- 1983 Hole in one
- 1984 Filmen on Havaje
- 1990 Ankomst 23:30
- 1991 Three Days in August (en)
- 2004 Hannah Wolfe